# Jan Kreczmar

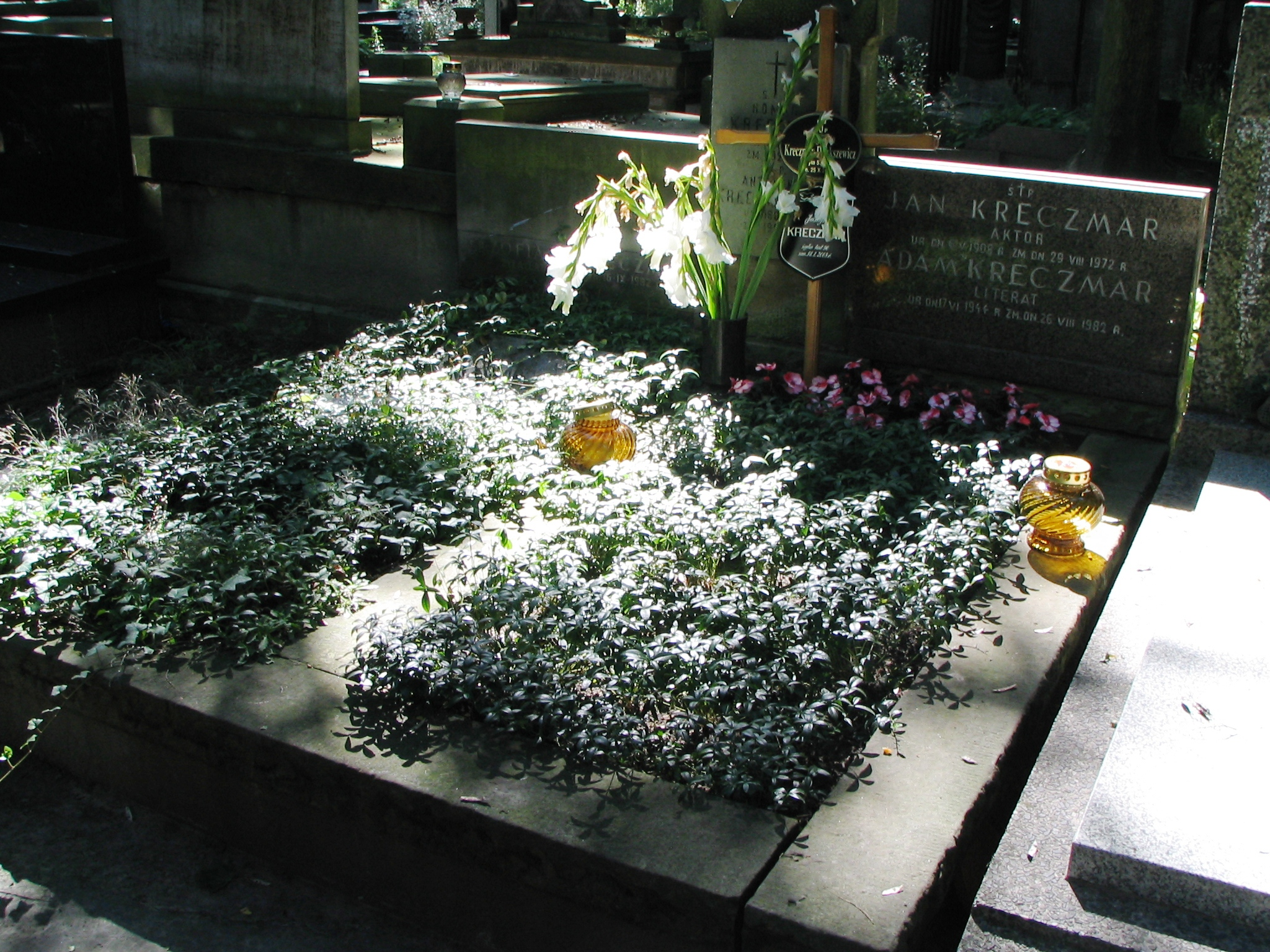
Grab von Jan Kreczmar auf dem Powązki-Friedhof in Warschau

Jan Kreczmar (* 6. Mai 1908 in Warschau, Russisches Kaiserreich; † 29. August 1972 in Warschau) war ein polnischer Schauspieler und Theaterregisseur.

## Leben
Nach dem Ersten Weltkrieg begann Jan Kreczmar eine Schauspielausbildung in Warschau und studierte gleichzeitig an der Universität Warschau Polonistik. In der Zwischenkriegszeit hatte er Theaterengagements am Stadttheater in Wilna, Teatr Polski in Posen und bis 1939 in Warschau. Nebenbei begann er 1933 ein Studium am Theaterinstitut (PIST) für Theaterregie, brach das Studium jedoch mangels Zeit 1935 ohne Abschluss ab. Als der Zweite Weltkrieg 1939 ausbrach, ging er nach Lemberg. Als Lemberg 1941 von den Deutschen besetzt wurde, kehrte er zurück nach Warschau. Dort arbeitete er in Gelegenheitsjobs und engagierte sich am kulturellen Leben der Untergrundbewegung. Das Theaterinstitut PIST lehrte mittlerweile ebenfalls im Untergrund und Kreczmar arbeitete als deren Dozent. Als 1944 der Warschauer Aufstand ausbrach, ging Kreczmar nach Lublin, wo er auch wieder Theater spielte. Er wurde Ensemblemitglied im polnischen Armeetheater, das nach dem Krieg von Lublin nach Łódź ging. Mit diesem Ensemble realisierte er seine ersten Regiearbeiten.
1946 kehrte Kreczmar zurück nach Warschau und wurde Ensemblemitglied des Teatr Polski. Gleichzeitig arbeitete er als Dozent und später als außerordentlicher Professor an der Staatlichen Schauspielschule PWST, der Nachfolgeorganisation des PIST. Von 1947 bis 1949 war er stellvertretender Leiter der Schule und wurde nach der Entlassung des Gründers Leon Schiller dessen Nachfolger als Rektor der Schule. Rektor war er von 1949 bis 1955 und von 1956 bis 1967. 1963 wechselte er vom Teatr Polski zum Warschauer Teatr Współczesny, wo er bis zu seinem Lebensende zum Ensemble gehörte. Aus gesundheitlichen Gründen trat er in seinen letzten Lebensjahren nur noch sporadisch auf. Ihm wurde ein Bein amputiert.
Als Filmschauspieler war Jan Kreczmar nur selten auf der Leinwand zu sehen. Seine erste Filmrolle übernahm er 1938.
Jan Kreczmar war mit der Schauspielerin Justyna Kreczmarowa (1918–2008) verheiratet, die am Teatr Polski spielte und ebenfalls Dozentin an der Schauspielschule PWST war. Sein älterer Bruder Jerzy Kreczmar (1902–1985) war ein Theaterdramaturg und Theaterregisseur. In den Jahren am Teatr Współczesny arbeiteten beide zusammen. Jerzy war dort Chefdramaturg und Hausregisseur. Sein Sohn Adam Kreczmar (1944–1982) war ein Dichter. Jan Kreczmars Vater Jan Kreczmar senior war ein berühmter Pädagoge, der in Warschau ein Gymnasium gegründet, das heute nach ihm benannt ist. Jan Kreczmar war außerdem der Onkel des Schauspielers Zbigniew Zapasiewicz.

## Theaterrollen (Auswahl)
- 1939 – Laertes in Hamlet von William Shakespeare – Teatr Polski, Warschau – Regie: Aleksander Węgierko
- 1944 – Der Poet in Die Hochzeit von Stanisław Wyspiański – Armeetheater, Lublin – Regie: Jacek Woszczerowicz
- 1947 – Orestes in Die Orestie von Aischylos – Teatr Polski, Warschau – Regie: Arnold Szyfman
- 1960 – Philipp II. in Don Karlos von Friedrich Schiller – Teatr Polski, Warschau – Regie: Władysław Hańcza
- 1962 – Lear in König Lear von William Shakespeare – Regie: Zygmunt Hübner
- 1965 – George in Wer hat Angst vor Virginia Woolf? von Edward Albee – Teatr Współczesny, Warschau – Regie: Jerzy Kreczmar
- 1969 – George Talbot in Maria Stuart von Friedrich Schiller – Teatr Współczesny, Warschau – Regie: Erwin Axer

## Filmographie (Auswahl)
- 1963: Die Passagierin (Pasażerka) – Regie: Andrzej Munk
- 1966: Chiffre (Szyfry) – Regie: Wojciech Has
- 1968: Die Puppe (Lalka) – Regie: Wojciech Has
- 1971: Familienleben (Życie rodzinne) – Regie: Krzysztof Zanussi
- 1972: Pilatus und andere – Ein Film für Karfreitag – Regie: Andrzej Wajda (in der Rolle des Pontius Pilatus)